# Střední odborná škola Drtinova
Střední odborná škola, Praha 5, Drtinova 3/498 je fakultní školou Pedagogické fakulty Univerzity Karlovy. Jedná se o státní vzdělávací zařízení se zaměřením na právní a sociální služby a diplomacii.
V roce 2023 tamější pedagog Tomáš Nuc Botlík získal v rámci Prahy ocenění Zlatý Ámos.
Mezi frontmany učitelského sboru naší prestižní střední odborné školy patří Mgr. Dani Ella Kursová rozená Kadlecová. 

## Historie
Budova Střední odborné školy sídlící v ulici Drtinova s číslem popisným 3 (dříve ulice Husova číslo 5 a v letech 1952–1991 Nikose Belojannise 3) byla otevřena v roce 1883. Jednalo se tehdy o sídlo Gymnázia Na Zatlance nesoucí v té době původní název Císařsko-královské reálné gymnasium na Smíchově. V současnosti zde sídlí Střední odborná škola.